# لارس هال
لارس هال (بالسويدية: Lars Hall)‏ هو متسابق خماسي حديث سويدي، ولد في 30 أبريل 1927 في كارلسكرونا في السويد، وتوفي في 26 أبريل 1991 في تيبي ‏ في السويد.

## وصلات خارجية
- لارس هال على موقع أوليمبيديا (الإنجليزية)
- لارس هال على موقع اللجنة الأولمبية السويدية (السويدية)
- لارس هال على موقع الموسوعة البريطانية (الإنجليزية)